# Портер, Уильям (легкоатлет)
Уильям «Билл» Франклин Портер III (англ. William «Bill» Franklin Porter III; 24 марта 1926, Джэксон, Мичиган — 10 марта 2000, Ирвайн, Калифорния) — американский легкоатлет (барьерный бег), чемпион летних Олимпийских игр 1948 года в Лондоне, олимпийский рекордсмен.

## Биография
Портер родился в Джэксоне (штат Мичиган), учился в средней школе Джэксона, но не участвовал в каких-либо видах спорта. Он занялся бегом с препятствиями во время учёбы в The Hill School в Пенсильвании. Затем он поступил в Университет Западного Мичигана, а затем перешёл в Северо-Западный университет, где возглавил команду по лёгкой атлетике.
Портер выиграл свой единственный титул чемпиона Ассоциации американских университетов (AAU) в 1948 году в беге на 110 метров с барьерами и, таким образом, получил право участвовать в Олимпийских играх. Лучшим американским бегуном с барьерами в то время был Харрисон Диллард. Он победил Портера и занял второе место на чемпионатах Национальной ассоциации студенческого спорта (NCAA) 1947 и 1948 годов, но заболел на отборочных соревнованиях 1948 года и не прошёл квалификацию. На Олимпийских играх Портер стал олимпийским чемпионом, установив свой личный рекорд и новый олимпийский рекорд — 13,9 секунды.
Портер женился незадолго до Олимпиады 1948 года и вскоре после неё оставил большой спорт. Позже он работал в Совете ассоциации выпускников Северо-Запада, а после этого открыл агентство по поставкам медицинских товаров в Калифорнии.